# Mujer joven con velo
Mujer joven con velo (en francés, Jeune femme à la voilette) es un óleo del pintor francés Pierre-Auguste Renoir, realizado alrededor de 1876 y conservado en el Museo de Orsay de París.

## Descripción
El cuadro representa una misteriosa joven de perfil que dirige tímidamente la mirada hacia abajo. Una pieza de particular preciosidad pictórica la constituye el velo muy ligero y transparente que, envolviendo el sombrero, baja sobre el rostro de la mujer y lo rodea suavemente, generando una intensa sensación de privacidad. La íntima atmósfera emanada por la escena es resaltada por una suave luz difusa, fruto de una calculada dosificación de tonos claros y oscuros en pinceladas densas y filamentosas. En esta pintura, además, Renoir da espacio e importancia al color negro, consciente de la lección de Manet, autor de negros particularmente vívidos y brillantes.
La obra sorprende por su bidimensionalidad: la figura femenina parece casi una superficie plana, y el único elemento en conferir un mínimo de solidez a la composición lo constituyen las manos, que se mueven alrededor de un objeto. En este lienzo, de hecho, Renoir no se centra en la plasmación estrictamente realista del sujeto, sino en captar las armonías entre luz y color, resaltando las vibraciones cambiantes de la luz que cae sobre la suave tela del chal y el cutis de la dama.